# William Rehnquist
William Hubbs Rehnquist (1º de outubro de 1924 — 3 de setembro de 2005) foi Juiz Associado da Suprema Corte dos Estados Unidos de 7 de janeiro de 1972 a 26 de setembro de 1986 e 16º Chefe de Justiça dos Estados Unidos de 26 de setembro de 1986 a 3 de setembro de 2005.

## Vida
William Hubbs Renhquist nasceu em 1 de outubro de 1924 em Milwaukee, Wisconsin. Casou-se com Natalie Cornell e teve três filhos: James, Janet e Nancy.
De 1943 a 1946 prestou serviços a Força Aérea  dos Estados Unidos. Na Universidade de Stanford obteve a graduação, o mestrado e o doutorado em direito e tem também um mestrado na Universidade de Harvard.
Foi secretário de Robert H. Jackson quando este foi presidente da Suprema Corte de 1951 a 1952 provisoriamente exerceu a advocacia em Phoenix, Arizona, de 1953 a 1969; Subprocurador Geral, na Direção de Assessoria Jurídica de 1969 a 1971.
O Presidente Richard Nixon o nomeou Juiz Associado da Suprema Corte, cargo que assumiu em 7 de janeiro de 1972; o Presidente Ronald Reagan o nomeou Chefe de Justiça dos Estados Unidos, juiz que preside a Suprema Corte, cargo assumido em 26 de setembro de 1986 e que manteve até 3 de setembro de 2005, quando morreu, Rehnquist atuou como Chefe de Justiça por quase 19 anos, e, por 33 anos ao todo, atuou na Suprema Corte, tanto como Juiz Associado como Chefe de Justiça, tornando-o um dos juízes mais longevos da história da Suprema Corte dos Estados Unidos.
Renhquist ganhou fama de conservador, foi um dos dois únicos juízes a votar contra o Roe v. Wade (que legalizou o aborto naquele país) e continuou reiterando que Roe havia sido incorretamente decidido mais tarde no caso Planned Parenthood v. Casey, também presidiu o julgamento do processo de impeachment contra Bill Clinton no Senado americano. Seu grande legado como membro da Suprema Corte é a defesa do federalismo contra a centralização do governo federal e a primeira limitação séria do poder do congresso de legislar sobre comércio tal como definido pela Constituição dos Estados Unidos, e, também como defensor do movimento pró-vida e dos princípios do conservadorismo norte-americano.